# Coupe Sanwa Bank
La Coupe Sanwa Bank était une compétition de football organisée officiellement par la J. League, et sponsorisée par la banque Sanwa Bank (actuellement "Bank of Tokyo-Mitsubishi UFJ"). Elle s'est disputé chaque année de 1994 à 1997. Cette compétition opposait le champion du Japon à un autre champion national. 
Le match avait lieu deux semaines avant le commencement de la J. League excepté en 1997 :  le match eut lieu une semaine avant le début de la Coupe de la Ligue japonaise de football.

## Résultats
| Année | Vainqueur                     | Score               | Finaliste                 | Note                                                                                 |
| ----- | ----------------------------- | ------------------- | ------------------------- | ------------------------------------------------------------------------------------ |
| 1994  | Verdy Kawasaki ( Japon)       | 2 - 2 (4 - 2 t.a.b) | Gimnasia LP ( Argentine)  | Gimnasia a été invité en tant que vainqueur de Coupe du Centenaire de l'AFA.         |
| 1995  | Grêmio ( Brésil)              | 2 - 1               | Verdy Kawasaki ( Japon)   | Grêmio a été invité en tant que vainqueur de la Coupe du Brésil de football de 1994. |
| 1996  | IFK Göteborg ( Suède)         | 1 - 1 (5 - 3 t.a.b) | Yokohama Marinos ( Japon) | IFK Göteborg a été invité en tant que champion de Suède 1995.                        |
| 1997  | Nagoya Grampus Eight ( Japon) | 3 - 1               | D.C. United ( États-Unis) | D.C. United a été invité en tant que vainqueur de la MLS Cup 1996.                   |